# ペスカーリア
ペスカーリア（伊: Pescaglia）は、イタリア共和国トスカーナ州ルッカ県にある、人口約3,300人の基礎自治体（コムーネ）。

## 地理

### 位置・広がり
ルッカ県中部、メディア・ヴァッレ・デル・セルキオ (it:Media valle del Serchio) のコムーネ。

#### 隣接コムーネ
隣接するコムーネは以下の通り。
- ボルゴ・ア・モッツァーノ
- カマイオーレ
- ファッブリケ・ディ・ヴェルジェーモリ
- ルッカ
- スタッツェーマ

### 気候分類・地震分類
ペスカーリアにおけるイタリアの気候分類 (it) および度日は、zona E, 2695 GGである。
また、イタリアの地震リスク階級 (it) では、zona 2 (sismicità media) に分類される。

## 行政

### 分離集落
ペスカーリアには、以下の分離集落（フラツィオーネ）がある。
- Vetriano, Piegaio, San Rocco in Turrite, Pascoso, Convalle, Gello, Celle dei Puccini, Villa A Roggio, Colognora, Fiano, San Martino in Freddana, Monsagrati, Cerreto